# Мохаммади, Ахмад
Сейид Ахмад Мохаммади (перс. احمد محمدی‎) — иранский борец вольного стиля, чемпион Азии, призёр чемпионата мира.

## Биография
Родился в Каэмшехре. В 2014 году стал чемпионом Азии и завоевал серебряную медаль чемпионата мира. На чемпионате мира 2015 года стал обладателем бронзовой медали.